# Zkrat (časopis)
Zkrat je český komiksový časopis, vycházející od roku 2004 v nakladatelství Martin Přibyl. Snaží se kombinovat původní české práce s pracemi zahraničními, což se mu poměrně slušně daří a v rámci fanzinu je na skvělé úrovni. V každém čísle se najde i nějaká publicistika, která dodává časopisu na pestrosti. Vyšlo i několik speciálů.

## Tituly
- Zkrat 1 (2004)
- Zkrat 2 (2004)
- Zkrat 3 (2004)
- Pot 4 (2004)
- Zkrat 4 (2005)
- Zkrat 5 (2005)
- John Doe (2006)
- Czekomiks (2006)
- Zkrat 6 (2006)